# Photorhabdus
Photorhabdus ist eine Gattung von biolumineszierenden, gramnegativen Stäbchenbakterien, die symbiotisch in entomopathogenen (Insekten befallenden) Nematoden lebt.
Photorhabdus ist bekanntlich ein Pathogen für ein breites Spektrum an Insekten und wurde in der Landwirtschaft bereits als Biopestizid verwendet. Die Symbiose mit den Nematoden besteht darin, dass sie deren Larven helfen, die Insekten zu parasitieren.

## Etymologie
Der erste Namensbestandteil „photo“ weist auf die Biolumineszenz hin, der zweite „rhabdus“ auf die Stäbchenform.

## Beschreibung und Lebenszyklus
Photorhabdus-Arten erleichtern die Vermehrung entomopathogener Nematoden, indem sie anfällige Insektenlarven infizieren und abtöten. Entomopathogene Nematoden sind normalerweise im Boden zu finden. Die Nematoden infizieren die Larven, indem sie deren Cuticula der Larven durchlöchern. Wenn der Nematode in eine Insektenlarve eindringt, werden von ihm die Photorhabdus-Bakterien freigesetzt, die eine Reihe von Toxinen produzieren und den Wirt innerhalb von 48 Stunden abtöten. Die Photorhabdus-Bakterien ernähren sich vom „Kadaver“ des Insekts und verwandeln diesen in eine Nährstoffquelle für den Fadenwurm. Die adulten (ausgewachsenen) Nematoden verlassen den Insektenkörper und suchen sich neue Wirte, die sie befallen können.

3,5-Dihydroxy-4-isopropyl-trans-stilben (ST)

Während der stationären Wachstumsphase in den Insektenlarven produzieren die Photorhabdus-Bakterien ein Toxin namens 3,5-Dihydroxy-4-isopropyl-trans-stilben. Von diesem Stoff wird vermutet, dass er als selektives Antibiotikum wirkt und so Photorhabdus-Bakterien vor der Konkurrenz anderer Mikroorganismen schützt. Außerdem scheint er zu helfen, das Immunsystem des Insekts zu umgehen.
Photorhabdus-Arten sind als Endosymbionten für Heterorhabditis-Nematoden von essentieller Bedeutung.

## Evolution
Es wird vermutet, dass die Photorhabdus-Arten die Toxin-Gene im Laufe der Evolution durch horizontalen Gentransfer (HGT) erworben haben.

## Bedeutung für die Landwirtschaft
Die Effizienz der Photorhabdus-Arten darin, Insekten zu töten und ihre Eignung als Biopestizid wurden untersucht. Die Verwendbarkeit von Photorhabdus-Arten alleine als Biopestizid, unabhängig von den Nematoden-Symbionten gegen
- den Kleinen Kohlweißling (Pieris rapae),
- den Großen Kohlweißling (Pieris brassicae),
- die Mango-Schmierlaus (Drosicha mangiferae syn. Drosicha stebbingi, (englisch mango mealybug, giant mealybug))[4]
- die Puppen der Kohlschabe (Plutella xylostella, Schleier- und Halbmotten)

wurde erfolgreich gezeigt. Sie haben auch das pathogene Potenzial, den Asiatischen Maiszünsler (Ostrinia furnacalis, en. Asian corn borer), einen Maisschädling in Ostasien, innerhalb von 48 Stunden zu töten.

## Krankheitserreger des Menschen
Die ersten drei gefundenen Photohabdus-Spezies sind P. luminescens, P. temperata und P. asymbiotica.
P. asymbiotica ist nachweislich für den Menschen ansteckend. Die Fälle sind bisher (Stand 2008) auf den US-Bundesstaat Texas und die Goldküste Australiens beschränkt und verlaufen meist nicht tödlich. Der erste derartige Fall einer Infektion beim Menschen wurde 1989 von den Centers for Disease Control (CDC) in den Vereinigten Staaten gemeldet.
Obwohl es sich bei P. luminescens um ein insektenpathogenes Bakterium handelt, wurde es in Australien gelegentlich beim Menschen aus infizierten Hautläsionen beim Menschen isoliert, die wahrscheinlich von Spinnenbissen herrührten. Im Jahr 1999 wurden in einer Studie insgesamt vier Fälle von P. luminescens-Infektionen im Südosten Australiens gemeldet, einer im Jahr 1994 und drei im Jahr 1998.

## Arten
Die Gattung setzt sich gemäß LPSN wie folgt zusammen, teilweise mit Untergliederungen wiedergegeben nach NCBI (Stand: 1. September 2021; die ursprünglichen drei Arten sind fett wiedergegeben):
Gattung Photorhabdus Boemare et al. 1993
- Spezies P. aegyptia Machado et al. 2021
- Spezies P. akhurstii (Fischer-Le Saux et al. 1999) Machado et al. 2018
- Spezies P. asymbiotica Fischer-Le Saux et al. 1999[10]

- Stamm: Photorhabdus asymbiotica ATCC 43949

- Spezies P. australis (Akhurst et al. 2004) Machado et al. 2018

- Subspezies: P. australis DSM 17609
- Subspezies: P. australis subsp. thailandensis

- Spezies P. bodei Machado et al. 2018
- Spezies P. caribbeanensis (Tailliez et al. 2010) Machado et al. 2018
- Spezies P. cinerea (Tóth & Lakatos 2008) Machado et al. 2018
- Spezies P. hainanensis (Tailliez et al. 2010) Machado et al. 2018
- Spezies P. heterorhabditis Ferreira et al. 2014
- Spezies P. kayaii (Hazir et al. 2004) Machado et al. 2018
- Spezies P. khanii (Tailliez et al. 2010) Machado et al. 2018

- Subspezies: P. khanii NC19
- Subspezies: P. khanii subsp. guanajuatensis
- Subspezies: P. khanii subsp. khanii

- Spezies P. kleinii (An & Grewal 2011) Machado et al. 2018
- Spezies P. laumondii (Fischer-Le Saux et al. 1999) Machado et al. 2018

- Subspezies: P. laumondii subsp. clarkei
- Subspezies: P. laumondii subsp. laumondii

- Spezies P. luminescens (Thomas & Poinar 1979) Boemare et al. 1993 – Typus, veraltet: Xenorhabdus luminescens

- Subspezies: P. luminescens NBAII H75HRPL105
- Subspezies: P. luminescens NBAII HiPL101

P. luminescens subsp. akhurstii
P. luminescens subsp. laumondii
- Subspezies: P. luminescens subsp. luminescens
- Subspezies: P. luminescens subsp. mexicana
- Subspezies: P. luminescens subsp. sonorensis

- Spezies P. namnaonensis (Glaeser et al. 2017) Machado et al. 2018
- Spezies P. noenieputensis (Ferreira et al. 2013) Machado et al. 2018
- Spezies P. stackebrandtii (An & Grewal 2011) Machado et al. 2018
- Spezies P. tasmaniensis (Tailliez et al. 2010) Machado et al. 2018
- Spezies P. temperata Fischer-Le Saux et al. 1999[10]

- Subspezies: P. temperata J3
- Subspezies: P. temperata subsp. phorame
- Subspezies: P. temperata subsp. temperata

- Stamm P. temperata subsp. temperata M1021
- Stamm P. temperata subsp. temperata Meg1

- Spezies P. thracensis (Hazir et al. 2004) Machado et al. 2018
- … (etliche nicht-klassifiziete mutmaßliche Spezies mit vorläufigen Bezeichnungen)[11]

## Photorhabdus luminescens

P. luminescens in Heterorhabditis bacteriophora. Die fluoreszenzmikroskopische Aufnahme, überlagert mit einem Hellfeldbild zeigt, dass sich die Bakterien am proximalen Ende des Darms in der Nähe des Pharynx befinden (p: Pharynx; b: TT01_{gfp})

Die Typusspezies Photorhabdus luminescens (veraltet Xenorhabdus luminescens) ist ein tödlicher Krankheitserreger für Insekten und bakterieller Symbiont des Fadenwurms Heterorhabditis megidis (Familie  Strongyloidea). Das Bakterium lebt im Darm dieses entomopathogenen Fadenwurms.
Im Jahr 2003 wurde das vollständige Genom von P. luminescens sequenziert. Die DNA-Sequenz enthält eine Reihe von Genen, die für die Tötung des Insekts nach der Infektion unerlässliche Toxine kodieren. Dazu gehören Gene für Toxine, die beispielsweise den Tabakhornwurm (die Larve des Tabakschwärmers Manduca sexta) abtöten. Insgesamt werden die von P. luminescens abgesonderten Toxine in vier Hauptgruppen eingeteilt:
1. Tcs (Toxin complexes, de. Toxische Komplexe)
2. Mcf (Makes Caterpillars Floppy toxins, de. etwa „macht Raupen schlaff“), kodiert durch das Gen mcf[15]
3. Pir (Photorhabdus insect related proteins)
4. PVCs (Photorhabdus Virulence Cassettes)

Im Detail:
1. Wenn der Fadenwurm ein Insekt parasitiert, werden die P. luminescens-Bakterien in den Blutkreislauf des Insekts freigesetzt und töten diesen Insektenwirt rasch (innerhalb von 48 Stunden) durch die Produktion von Toxinen wie dem hochmolekularen insektiziden Proteinkomplex Tca (Toxin complex a).[17]
2. P. luminescens produziert zudem ein proteinhaltiges Toxin durch die Expression eines einzigen Gens namens makes caterpillars floppy (mcf).[18] Mcf löst die Apoptose in den Hämozyten und im Mitteldarmepithel der Insekten aus.[15] Die Mcf-Toxine haben gezeigt, dass sie auch die Apoptose von Säugetierzellen auslösen können.[19]
3. Außerdem sondert das Bakterium Enzyme (Pir) ab , die das Gewebe des infizierten Insekts abbauen und in Nährstoffe umwandeln, die sowohl vom Fadenwurm als auch vom Bakterium genutzt werden können. Auf diese Weise erhalten beide Organismen genügend Nährstoffe, um sich mehrmals zu vermehren. Die Bakterien dringen wieder in die Nachkommen des Fadenwurms ein, wenn diese sich entwickeln. Es gibt zudem Gene, die in die Entwicklung des Insektenwirts eingreifen.[15] Eine Deletion des Gens hfq führt zum Verlust der Produktion von Sekundärmetaboliten.[20]

- Ein weiteres von P. luminescens produziertes Toxin ist 3,5-Dihydroxy-4-isopropyl-trans-Stilben (Tapinarof, Benvitomod). Experimente mit infizierten Larven der Großen Wachsmotte (Galleria mellonella) stützen die Annahme, dass diese Verbindung antibiotische Eigenschaften hat. Diese scheinen dazu beizutragen die Konkurrenz durch andere Mikroorganismen zu minimieren und die Fäulnis des nematodeninfizierten Insektenkadavers zu verhindern.[12]
- Eine wichtige identifizierte Sequenz ist das Gen, das für bestimmte Polyketide und Synthasen nichtribosomaler Peptide kodiert; diese Produkte bewirken als Antibiotika Schutz gegen mikrobielle Konkurrenten.[15]
- Das Genom enthält zudem ein MACPF-Protein, das jedoch nicht lytisch zu sein scheint.[21]
- Es enthält auch das Gen gcvB-RNA, das in eine kleine nicht-kodierende RNA transkribiert (übersetzt) wird, die an der Regulierung einer Reihe von Aminosäure-Transportsystemen sowie von Aminosäure-Biosynthese-Genen beteiligt ist.[22]

P. luminescens ist biolumineszent; der Grund dafür ist jedoch noch nicht ganz geklärt. Es wurde berichtet, dass eine Infektion der Wunden von Soldaten im Amerikanischen Bürgerkrieg mit diesem Bakterium die Wunden zum Leuchten brachte und dass dann das Überleben der Soldaten aufgrund der Produktion von Antibiotika durch P. luminescens gefördert hätte. Dies führte zu dem Spitznamen Angel's Glow für dieses Phänomen. Als eine Anwendung wird diese Fähigkeit von P. luminescens als Quelle für die Biolumineszenz-Bildgebung (en. bioluminescence imaging, BLI) genutzt.